# Campeonato Nacional 1981 (Argentina)
El Torneo Nacional 1981, denominado oficialmente Campeonato Nacional «Libertador General Don José de San Martín» 1981, fue el sexagésimo octavo de la era profesional y el segundo del año de la Primera División argentina de fútbol. Empezó el 13 de septiembre y terminó el 20 de diciembre. La televisación de dichos encuentros era por intermedio de ATC y resúmenes en el noticiero 60 Minutos, y mejores momentos de los encuentros en los canales 11, 13, 9 Color y Canal 2 La Plata.
Tal como había ocurrido una sola vez con anterioridad, con las ediciones de 1967 y 1968, este campeonato fue idéntico al anterior en su formato y modo de disputa. Fueron 28 equipos, 7 provenientes de las plazas fijas, 4 del Torneo Regional y 17 del Metropolitano, divididos en 4 zonas de 7 equipos cada una, con una fase clasificatoria, por acumulación de puntos, y otra por eliminación, de la que tomaron parte los dos primeros de cada zona.
El campeón fue el Club Atlético River Plate, dirigido por Alfredo Di Stéfano, con lo que obtuvo el derecho a participar de la Copa Libertadores 1982, junto con el ganador del Torneo Metropolitano, el Club Atlético Boca Juniors.

## Equipos participantes

### Del torneo regular
Los 17 equipos clasificados en el Metropolitano 1981, disputado anteriormente, incluido el mejor ubicado de los dos descendidos, el Club Atlético San Lorenzo de Almagro.
| Equipo             | Ciudad        |
| ------------------ | ------------- |
| Argentinos Juniors | Buenos Aires  |
| Boca Juniors       | Buenos Aires  |
| Estudiantes        | La Plata      |
| Ferro Carril Oeste | Buenos Aires  |
| Huracán            | Buenos Aires  |
| Independiente      | Avellaneda    |
| Instituto          | Córdoba       |
| Newell's Old Boys  | Rosario       |
| Platense           | Vicente López |
| Racing Club        | Avellaneda    |
| River Plate        | Buenos Aires  |
| Rosario Central    | Rosario       |
| San Lorenzo        | Buenos Aires  |
| Sarmiento          | Junín         |
| Talleres           | Córdoba       |
| Unión              | Santa Fe      |
| Vélez Sarsfield    | Buenos Aires  |

### De las plazas fijas
Los 7 equipos del interior clasificados.
| Equipo             | Ciudad                |
| ------------------ | --------------------- |
| Belgrano           | Córdoba               |
| Gimnasia y Esgrima | San Salvador de Jujuy |
| Gimnasia y Esgrima | Mendoza               |
| Gimnasia y Tiro    | Salta                 |
| Racing             | Córdoba               |
| San Lorenzo        | Mar del Plata         |
| San Martín         | San Miguel de Tucumán |

### Del Torneo Regional
Los 4 equipos ganadores.
| Equipo                 | Ciudad                |
| ---------------------- | --------------------- |
| Atlético Tucumán       | San Miguel de Tucumán |
| Guaraní Antonio Franco | Posadas               |
| Huracán                | San Rafael            |
| Loma Negra             | Olavarría             |

## Sistema de disputa
Primera fase: cuatro zonas con un partido interzonal (A con C, B con D), en dos ruedas todos contra todos, por acumulación de puntos.
Segunda fase: los dos primeros de cada zona en una ronda por eliminación directa, con partidos de ida y vuelta.

## Fase de grupos
Los dos primeros clasificaron a la ronda por eliminación.

### Zona A

#### Tabla de posiciones final
| Pos. | Equipo                 | Pts. | PJ | PG | PE | PP | GF | GC | Dif. |
| ---- | ---------------------- | ---- | -- | -- | -- | -- | -- | -- | ---- |
| 1.º  | Rosario Central        | 18   | 14 | 7  | 4  | 3  | 32 | 20 | 12   |
| 2.º  | Gimnasia y Esgrima (J) | 16   | 14 | 6  | 4  | 4  | 19 | 16 | 3    |
| 3.º  | Argentinos Juniors     | 15   | 14 | 4  | 7  | 3  | 15 | 15 | 0    |
| 4.º  | Huracán                | 14   | 14 | 5  | 4  | 5  | 20 | 20 | 0    |
| 5.º  | Belgrano               | 14   | 14 | 5  | 4  | 5  | 16 | 16 | 0    |
| 6.º  | Gimnasia y Esgrima (M) | 14   | 14 | 4  | 6  | 4  | 15 | 16 | −1   |
| 7.º  | Racing Club            | 10   | 14 | 2  | 6  | 6  | 12 | 22 | −10  |

|  | Clasificó a la fase final. |

### Zona B

#### Tabla de posiciones final
| Pos. | Equipo                 | Pts. | PJ | PG | PE | PP | GF | GC | Dif. |
| ---- | ---------------------- | ---- | -- | -- | -- | -- | -- | -- | ---- |
| 1.º  | Ferro Carril Oeste     | 22   | 14 | 10 | 2  | 2  | 24 | 11 | 13   |
| 2.º  | River Plate            | 19   | 14 | 7  | 5  | 2  | 26 | 12 | 14   |
| 3.º  | Loma Negra             | 19   | 14 | 7  | 5  | 2  | 15 | 10 | 5    |
| 4.º  | Talleres (C)           | 10   | 14 | 2  | 6  | 6  | 9  | 16 | −7   |
| 5.º  | Guaraní Antonio Franco | 10   | 14 | 3  | 4  | 7  | 16 | 24 | −8   |
| 6.º  | San Martín (T)         | 9    | 14 | 3  | 3  | 8  | 17 | 24 | −7   |
| 7.º  | Sarmiento (J)          | 9    | 14 | 3  | 3  | 8  | 10 | 20 | −10  |

|  | Clasificó a la fase final. |

### Zona C

#### Tabla de posiciones final
| Pos. | Equipo              | Pts. | PJ | PG | PE | PP | GF | GC | Dif. |
| ---- | ------------------- | ---- | -- | -- | -- | -- | -- | -- | ---- |
| 1.º  | Independiente       | 21   | 14 | 9  | 3  | 2  | 29 | 10 | 19   |
| 2.º  | Vélez Sarsfield     | 17   | 14 | 8  | 1  | 5  | 26 | 14 | 12   |
| 3.º  | Racing (C)          | 15   | 14 | 8  | 3  | 3  | 27 | 16 | 11   |
| 4.º  | Newell's Old Boys   | 12   | 14 | 4  | 4  | 6  | 23 | 24 | −1   |
| 5.º  | Platense            | 12   | 14 | 3  | 6  | 5  | 7  | 15 | −8   |
| 6.º  | Gimnasia y Tiro (S) | 7    | 14 | 1  | 5  | 8  | 9  | 26 | −17  |
| 7.º  | Huracán (SR)        | 7    | 14 | 1  | 5  | 8  | 14 | 34 | −20  |

|  | Clasificó a la fase final. |

### Zona D

#### Tabla de posiciones final
| Pos. | Equipo            | Pts. | PJ | PG | PE | PP | GF | GC | Dif. |
| ---- | ----------------- | ---- | -- | -- | -- | -- | -- | -- | ---- |
| 1.º  | Boca Juniors      | 19   | 14 | 8  | 3  | 3  | 28 | 12 | 16   |
| 2.º  | Instituto         | 16   | 14 | 6  | 4  | 4  | 18 | 14 | 4    |
| 3.º  | Estudiantes (LP)  | 16   | 14 | 5  | 6  | 3  | 16 | 13 | 3    |
| 4.º  | San Lorenzo       | 14   | 14 | 4  | 6  | 4  | 14 | 15 | −1   |
| 5.º  | Atlético Tucumán  | 14   | 14 | 6  | 2  | 6  | 14 | 17 | −3   |
| 6.º  | Unión (SF)        | 10   | 14 | 2  | 6  | 6  | 13 | 15 | −2   |
| 7.º  | San Lorenzo (MdP) | 9    | 14 | 3  | 3  | 8  | 13 | 30 | −17  |

|  | Clasificó a la fase final. |

### Interzonales

#### Resultados
| Ida                    | Ida       | Ida                    | Ida                              | Ida              | Ida |
| Local                  | Resultado | Visitante              | Estadio                          | Fecha            |     |
| ---------------------- | --------- | ---------------------- | -------------------------------- | ---------------- | --- |
| Independiente          | 0 - 0     | Racing Club            | La Doble Visera                  | 13 de septiembre |     |
| Atlético Tucumán       | 1 - 0     | San Martín (T)         | Monumental José Fierro           | 14 de septiembre |     |
| Gimnasia y Esgrima (J) | 1 - 0     | Gimnasia y Tiro (S)    | La Tablada                       | 20 de septiembre |     |
| Loma Negra             | 1 - 0     | San Lorenzo (MdP)      | José Buglione Martinese          | 20 de septiembre |     |
| Boca Juniors           | 2 - 3     | River Plate            | La Bombonera                     | 27 de septiembre |     |
| Huracán (SR)           | 1 - 1     | Gimnasia y Esgrima (M) | Pretel Hermanos                  | 27 de septiembre |     |
| Rosario Central        | 3 - 1     | Newell's Old Boys      | Gigante de Arroyito              | 30 de septiembre |     |
| Sarmiento (J)          | 0 - 0     | Estudiantes (LP)       | Eva Perón                        | 30 de septiembre |     |
| Instituto              | 1 - 0     | Talleres (C)           | Olímpico                         | 5 de octubre     |     |
| Platense               | 0 - 0     | Argentinos Juniors     | Ciudad de Vicente López          | 5 de octubre     |     |
| Guaraní Antonio Franco | 1 - 0     | Unión (SF)             | Clemente A. Fernandez de Olivera | 10 de octubre    |     |
| Huracán                | 0 - 1     | Vélez Sarsfield        | Tomas Adolfo Ducó                | 11 de octubre    |     |
| Racing (C)             | 0 - 1     | Belgrano               | Juan Domingo Perón               | 14 de octubre    |     |
| San Lorenzo            | 1 - 1     | Ferro Carril Oeste     | Ricardo Etcheverri               | 14 de octubre    |     |

| Vuelta                 | Vuelta    | Vuelta                 | Vuelta                 | Vuelta          | Vuelta |
| Local                  | Resultado | Visitante              | Estadio                | Fecha           |        |
| ---------------------- | --------- | ---------------------- | ---------------------- | --------------- | ------ |
| Racing Club            | 1 - 2     | Independiente          | La Bombonera           | 18 de octubre   |        |
| San Martín (T)         | 2 - 0     | Atlético Tucumán       | La Ciudadela           | 18 de octubre   |        |
| Gimnasia y Tiro (S)    | 0 - 0     | Gimnasia y Esgrima (J) | Gigante del Norte      | 25 de octubre   |        |
| San Lorenzo (MdP)      | 3 - 1     | Loma Negra             | Mundialista            | 25 de octubre   |        |
| Gimnasia y Esgrima (M) | 1 - 0     | Huracán (SR)           | Víctor Legrotaglie     | 1 de noviembre  |        |
| River Plate            | 2 - 2     | Boca Juniors           | Monumental             | 1 de noviembre  |        |
| Estudiantes (LP)       | 1 - 1     | Sarmiento (J)          | Jorge Luis Hirschi     | 8 de noviembre  |        |
| Newell's Old Boys      | 1 - 1     | Rosario Central        | Parque Independencia   | 8 de noviembre  |        |
| Argentinos Juniors     | 1 - 0     | Platense               | Diego Armando Maradona | 15 de noviembre |        |
| Talleres (C)           | 1 - 2     | Instituto              | Olímpico               | 15 de noviembre |        |
| Unión (SF)             | 2 - 0     | Guaraní Antonio Franco | 15 de abril            | 22 de noviembre |        |
| Vélez Sarsfield        | 0 - 1     | Huracán                | José Amalfitani        | 22 de noviembre |        |
| Belgrano               | 2 - 3     | Racing (C)             | Gigante de Alberdi     | 29 de noviembre |        |
| Ferro Carril Oeste     | 3 - 1     | San Lorenzo            | Ricardo Etcheverri     | 29 de noviembre |        |

|  |

## Fase eliminatoria

### Cuadro de desarrollo
|  | Cuartos de final       | Cuartos de final   | Cuartos de final   |   |                    | Semifinales         | Semifinales         | Semifinales         |  |  | Final                | Final                | Final                |
|  | 2 y 6 de diciembre     | 2 y 6 de diciembre | 2 y 6 de diciembre |   |                    | 9 y 13 de diciembre | 9 y 13 de diciembre | 9 y 13 de diciembre |  |  | 16 y 20 de diciembre | 16 y 20 de diciembre | 16 y 20 de diciembre |
|  |                        |                    |                    |   |                    |                     |                     |                     |  |  |                      |                      |                      |
|  | Gimnasia y Esgrima (J) | 0                  | 0                  |   |                    |                     |                     |                     |  |  |                      |                      |                      |
|  | Ferro Carril Oeste     | 1                  | 1                  |   |                    |                     |                     |                     |  |  |                      |                      |                      |
|  | Ferro Carril Oeste     | 1                  | 1                  |   | Ferro Carril Oeste | 2                   | 1                   |                     |  |  |                      |                      |                      |
|  |                        |                    |                    |   | Ferro Carril Oeste | 2                   | 1                   |                     |  |  |                      |                      |                      |
|  |                        | Vélez Sarsfield    | 1                  | 1 |                    |                     |                     |                     |  |  |                      |                      |                      |
|  | Vélez Sarsfield        | Vélez Sarsfield    | 1                  | 1 | 1                  | 3                   |                     |                     |  |  |                      |                      |                      |
|  | Vélez Sarsfield        |                    |                    |   | 1                  | 3                   |                     |                     |  |  |                      |                      |                      |
|  | Boca Juniors           | 2                  | 1                  |   |                    |                     |                     |                     |  |  |                      |                      |                      |
|  |                        |                    |                    |   |                    |                     |                     |                     |  |  | Ferro Carril Oeste   | 0                    | 0                    |
|  |                        |                    | River Plate        | 1 | 1                  |                     |                     |                     |  |  |                      |                      |                      |
|  | River Plate            | 2                  | 0                  |   |                    |                     |                     |                     |  |  |                      |                      |                      |
|  | Rosario Central        | 1                  | 0                  |   |                    |                     |                     |                     |  |  |                      |                      |                      |
|  | Rosario Central        | 1                  | 0                  |   | River Plate (v.)   | 1                   | 0                   |                     |  |  |                      |                      |                      |
|  |                        |                    |                    |   | River Plate (v.)   | 1                   | 0                   |                     |  |  |                      |                      |                      |
|  |                        | Independiente      | 1                  | 0 |                    |                     |                     |                     |  |  |                      |                      |                      |
|  | Independiente          | Independiente      | 1                  | 0 | 2                  | 0                   |                     |                     |  |  |                      |                      |                      |
|  | Independiente          |                    |                    |   | 2                  | 0                   |                     |                     |  |  |                      |                      |                      |
|  | Instituto              | 1                  | 0                  |   |                    |                     |                     |                     |  |  |                      |                      |                      |

### Cuartos de final
| Cuarto de final 1 | Cuarto de final 1 | Cuarto de final 1 | Cuarto de final 1 | Cuarto de final 1 |
| Local             | Resultado         | Visitante         | Estadio           | Fecha             |
| ----------------- | ----------------- | ----------------- | ----------------- | ----------------- |
| Boca Juniors      | 2 - 1             | Vélez Sarsfield   | La Bombonera      | 2 de diciembre    |
| Vélez Sarsfield   | 3 - 1             | Boca Juniors      | José Amalfitani   | 6 de diciembre    |

| Cuarto de final 2      | Cuarto de final 2 | Cuarto de final 2      | Cuarto de final 2       | Cuarto de final 2 |
| Local                  | Resultado         | Visitante              | Estadio                 | Fecha             |
| ---------------------- | ----------------- | ---------------------- | ----------------------- | ----------------- |
| Ferro Carril Oeste     | 1 - 0             | Gimnasia y Esgrima (J) | Arq. Ricardo Etcheverri | 2 de diciembre    |
| Gimnasia y Esgrima (J) | 0 - 1             | Ferro Carril Oeste     | 23 de agosto            | 6 de diciembre    |

| Cuarto de final 3 | Cuarto de final 3 | Cuarto de final 3 | Cuarto de final 3   | Cuarto de final 3 |
| Local             | Resultado         | Visitante         | Estadio             | Fecha             |
| ----------------- | ----------------- | ----------------- | ------------------- | ----------------- |
| Instituto         | 1 - 2             | Independiente     | Olímpico de Córdoba | 2 de diciembre    |
| Independiente     | 0 - 0             | Instituto         | La Doble Visera     | 6 de diciembre    |

| Cuarto de final 4 | Cuarto de final 4 | Cuarto de final 4 | Cuarto de final 4   | Cuarto de final 4 |
| Local             | Resultado         | Visitante         | Estadio             | Fecha             |
| ----------------- | ----------------- | ----------------- | ------------------- | ----------------- |
| Rosario Central   | 1 - 2             | River Plate       | Gigante de Arroyito | 2 de diciembre    |
| River Plate       | 0 - 0             | Rosario Central   | Monumental          | 6 de diciembre    |

### Semifinales
| Semifinal 1     | Semifinal 1 | Semifinal 1   | Semifinal 1     | Semifinal 1     |
| Local           | Resultado   | Visitante     | Estadio         | Fecha           |
| --------------- | ----------- | ------------- | --------------- | --------------- |
| Independiente   | 1 - 1       | River Plate   | La Doble Visera | 9 de diciembre  |
| River Plate (v) | 0 - 0       | Independiente | Monumental      | 13 de diciembre |

| Semifinal 2        | Semifinal 2 | Semifinal 2        | Semifinal 2             | Semifinal 2     |
| Local              | Resultado   | Visitante          | Estadio                 | Fecha           |
| ------------------ | ----------- | ------------------ | ----------------------- | --------------- |
| Vélez Sarsfield    | 1 - 2       | Ferro Carril Oeste | José Amalfitani         | 9 de diciembre  |
| Ferro Carril Oeste | 1 - 1       | Vélez Sarsfield    | Arq. Ricardo Etcheverri | 13 de diciembre |

### Final
| Final              | Final     | Final              | Final                   | Final           |
| Local              | Resultado | Visitante          | Estadio                 | Fecha           |
| ------------------ | --------- | ------------------ | ----------------------- | --------------- |
| River Plate        | 1 - 0     | Ferro Carril Oeste | Monumental              | 16 de diciembre |
| Ferro Carril Oeste | 0 - 1     | River Plate        | Arq. Ricardo Etcheverri | 20 de diciembre |

## Goleadores
| Jugador              | Jugador           | Goles | Equipo          |
| -------------------- | ----------------- | ----- | --------------- |
| Bandera de Argentina | Carlos Bianchi    | 15    | Vélez Sarsfield |
| Bandera de Argentina | Luis Amuchástegui | 12    | Racing (C)      |
| Bandera de Argentina | Diego Maradona    | 11    | Boca Juniors    |
| Bandera de Argentina | Ricardo Gareca    | 8     | Boca Juniors    |
| Bandera de Argentina | Víctor Marchetti  | 8     | Rosario Central |
| Bandera de Argentina | Enzo Trossero     | 8     | Independiente   |